# Johanna Sibylla Küsel
Johanna Sibylla Kraus o Johanna Sibylla Küsel (Augsburgo, 1650 – 1717) fue una artista grabadora de Augsburgo.
Kraus fue hija de Melchior Küsel. Fue enseñada en el oficio por su padre y ayudada por su alumno Johann Ulrich Kraus, con quien contrajo matrimonio y continuó trabajando con él.
Realizó cuatro diseños de tapices del pintor Charles Le Brun, copiados de grabados realizados por Sebastien Le Clerc:

## Galería

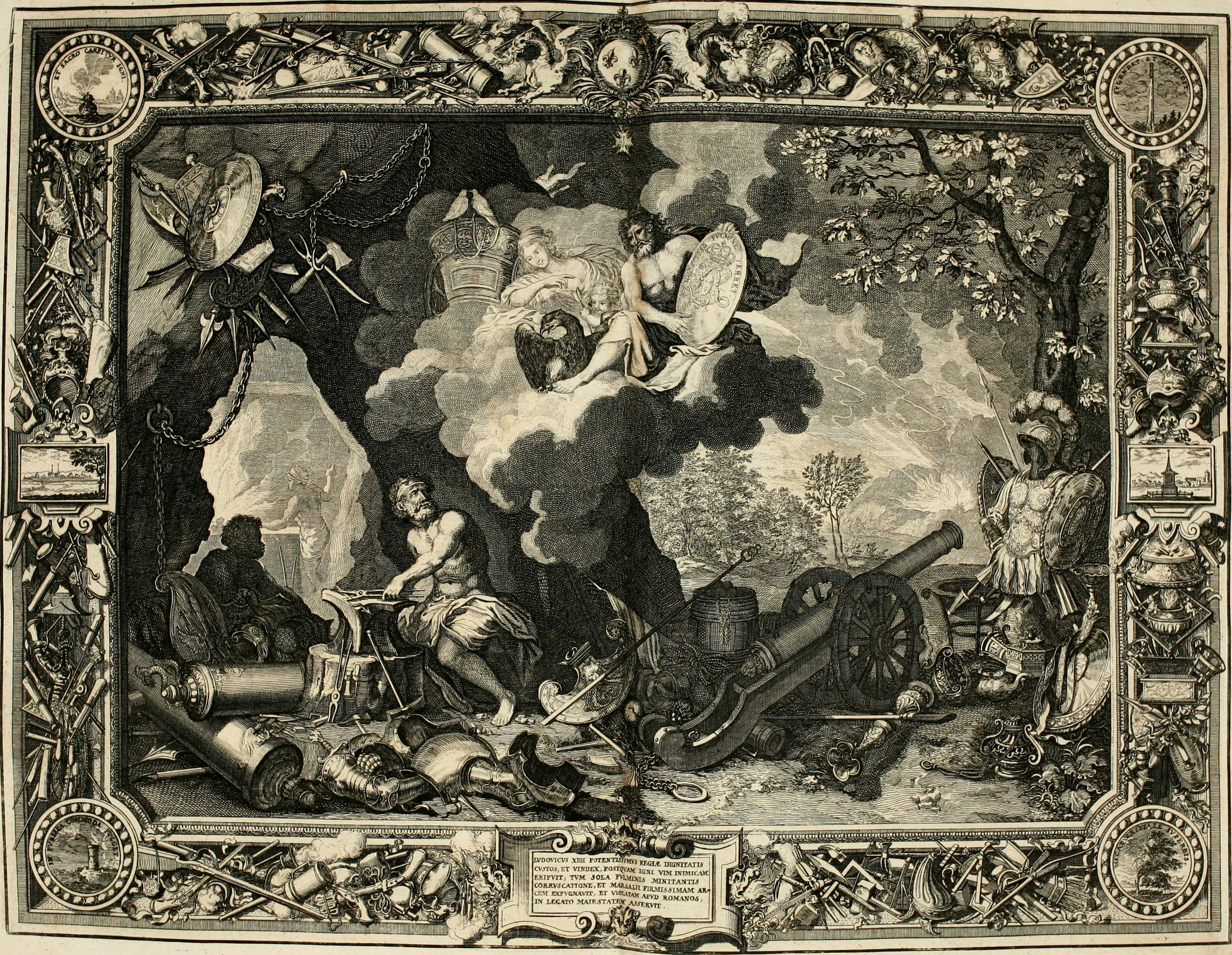
Fuego
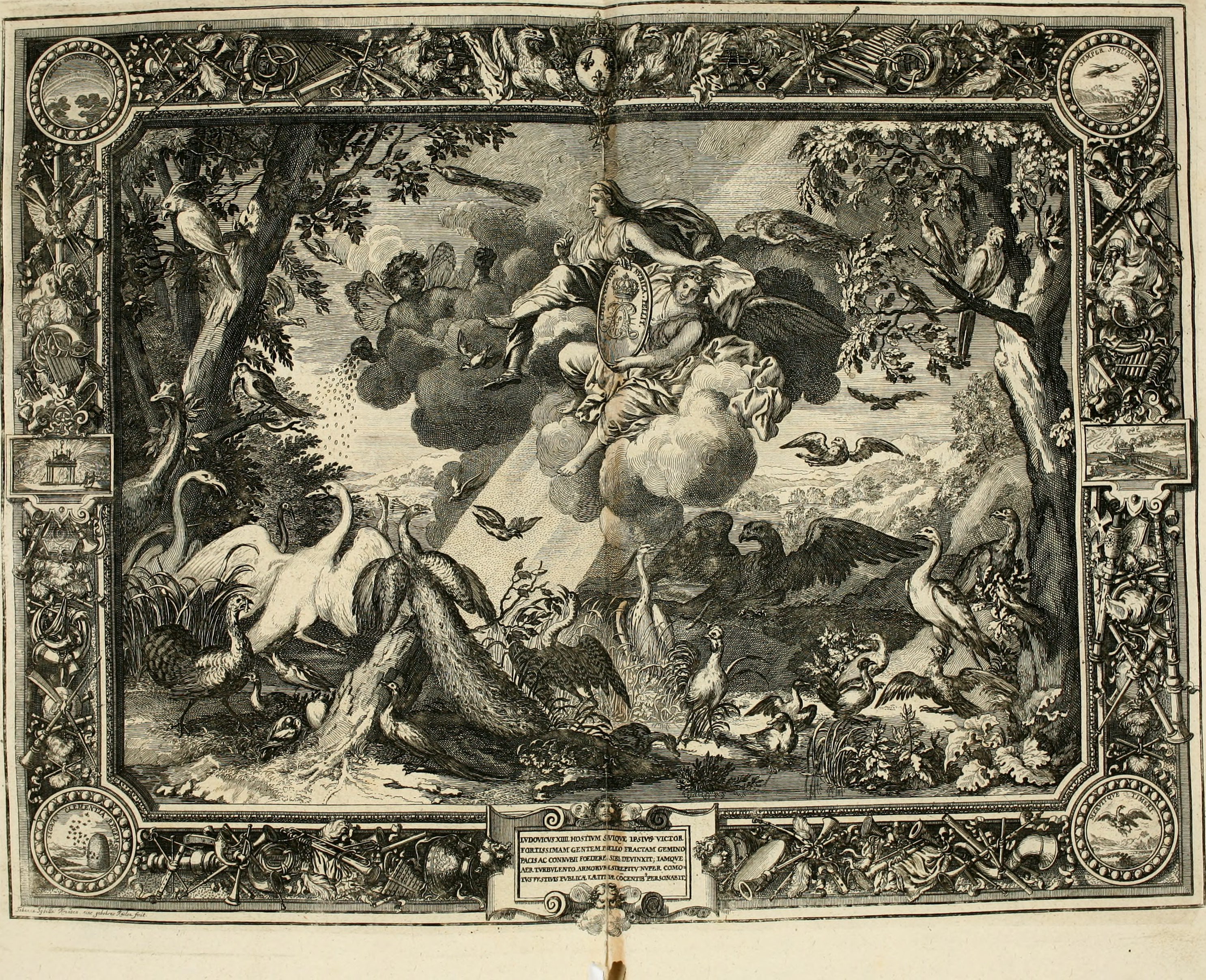
Aire
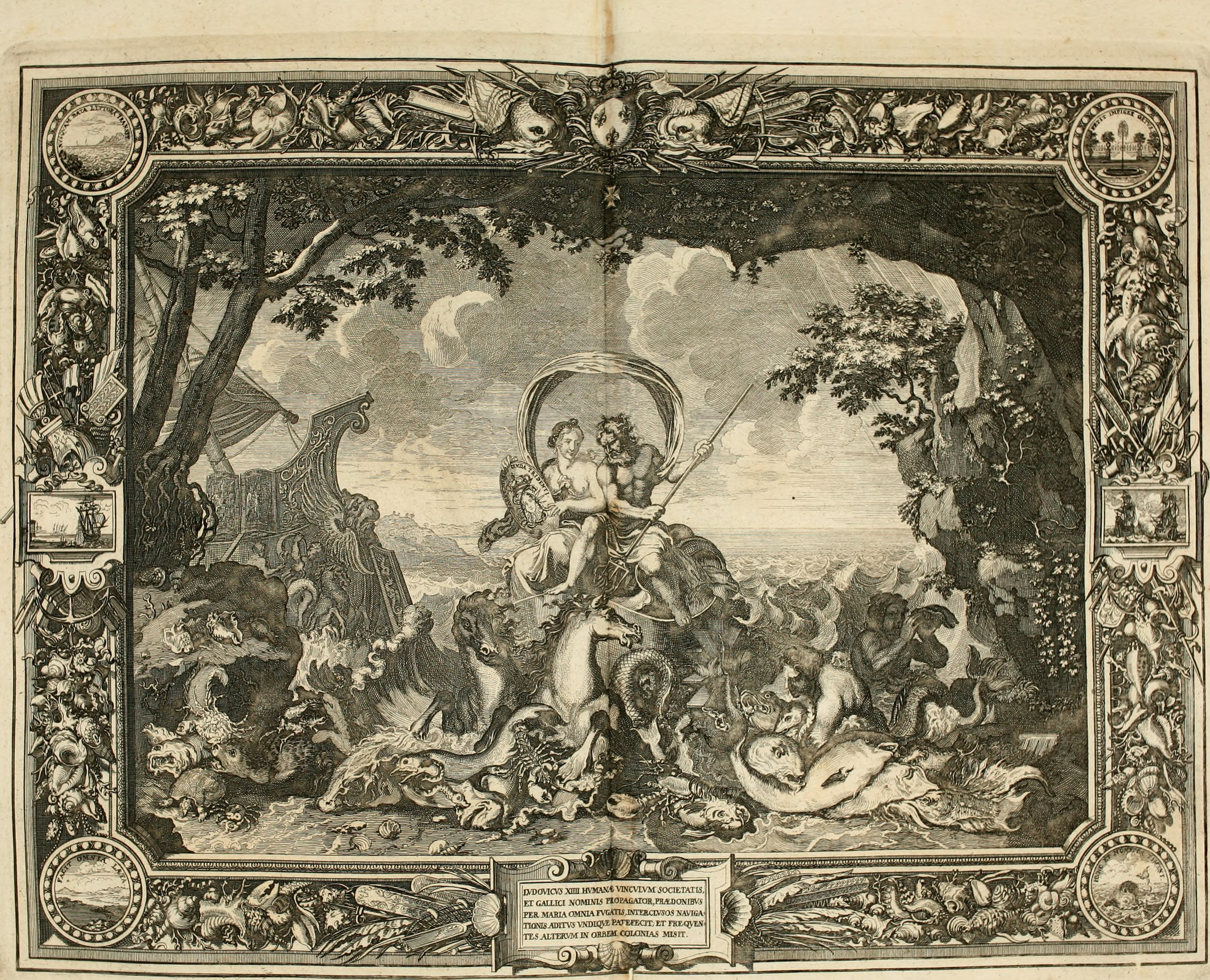
Agua
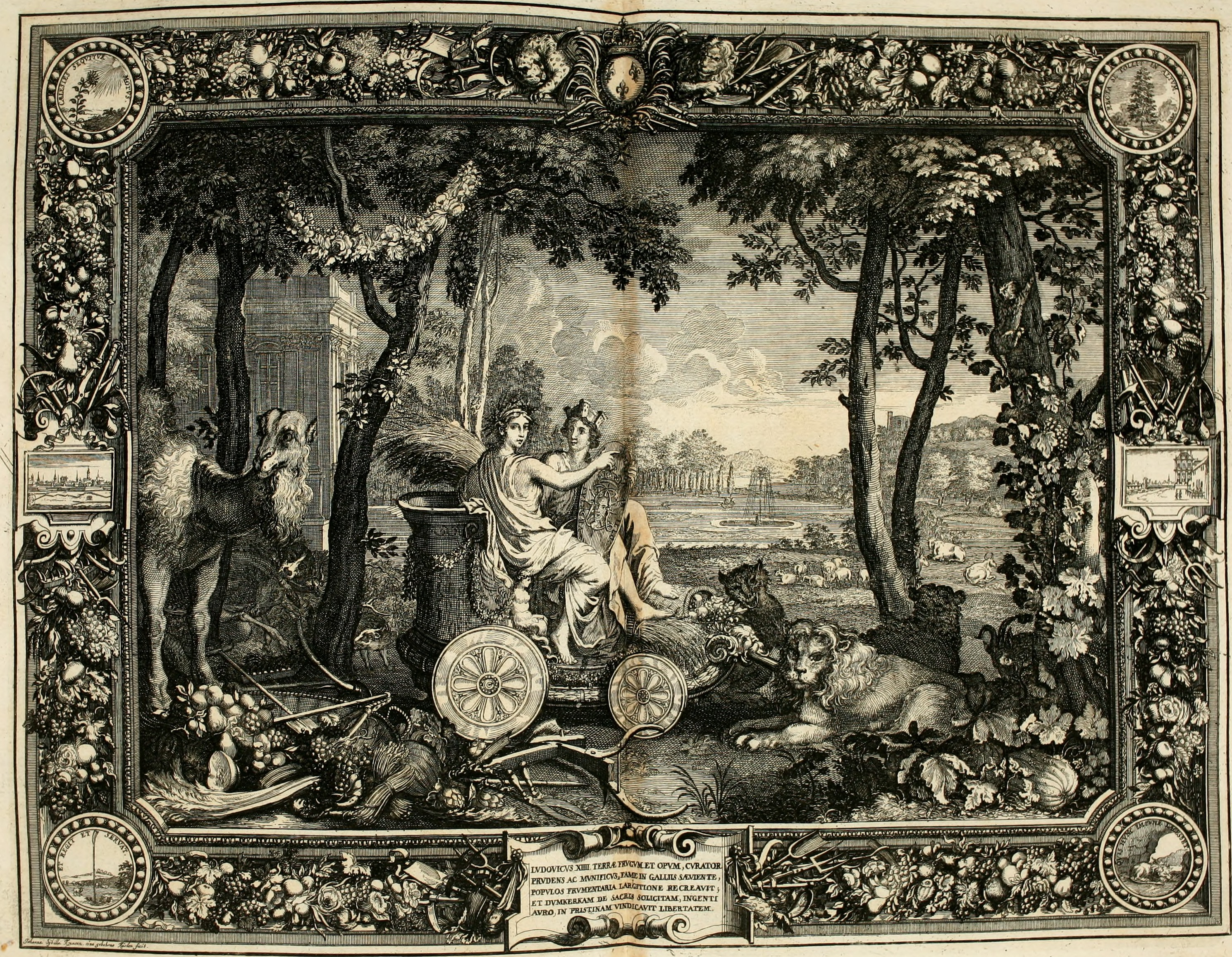
Tierra